# أليس ديكسون
أليس ديكسون (بالإنجليزية: Alice Dixson)‏ مواليد 28 يوليو 1969 في كورال غيبلز، الولايات المتحدة، هي ممثلة أمريكية بدأت مسيرتها الفنية عام 1986.

## وصلات خارجية
- الموقع الرسمي
- أليس ديكسون على موقع IMDb (الإنجليزية)
- أليس ديكسون على موقع قاعدة بيانات الفيلم (الإنجليزية)